# 厚壁蕨
厚壁蕨（学名：Hymenophyllum denticulatum）为膜蕨科膜蕨属下的一个种。